# 藤田明二
藤田 明二（ふじた めいじ、1948年 - ）は、テレビ朝日制作2部所属のテレビドラマ演出家、映画監督。

## 経歴
東京都出身。1971年に玉川大学文学部芸術学科を卒業後、テレパックに入社し、制作部に配属される。
1985年に共同テレビ制作部に移籍。数多くのドラマ演出を手掛けた後、2004年末頃にテレビ朝日へ移籍、特に社会派ドラマや恋愛ドラマの演出を手掛ける。2006年に『アジアンタムブルー』で初映画監督を務める。
プロデューサーでは中山和記、俳優では特に田村正和、陣内孝則、米倉涼子と組む仕事が多い。

## 主な作品
※単発も含む。

### テレパック時代
- 東京メグレ警視シリーズ（1978年、朝日放送）
- チェックメイト78（1978年、朝日放送）
- 新・太陽がいっぱい（1979年、テレビ朝日）
- 子供たちのいちばん危険な夜…（1980年、フジテレビ）
- 天皇の料理番（1980年、TBS）
- 血のような太陽（1981年、朝日放送）
- 鞍馬天狗（1981年、TBS）
- 見知らぬわが子（1983年、TBS）
- 若き血に燃ゆる〜福沢諭吉と明治の群像（1984年、テレビ東京）
- 激愛・三月までの…（1984年、TBS）
- 都会に堕ちた女（1984年、フジテレビ）
- ヴァージン・ロード（1984年、フジテレビ）
- 二重生活（1985年、フジテレビ）
- 赤川次郎ののぶ子マイウェイ（1985年、フジテレビ）
- 南海幻想（1985年、テレビ西日本）

### 共同テレビ時代
- 孤独な週末（1985年、フジテレビ）
- 失踪・夫が消えた!（1986年、フジテレビ）
- ぼくらの時代（1986年、フジテレビ）
- 赤い誘惑（1986年、フジテレビ）
- わたしの可愛いひと（1986年、フジテレビ）
- 十六年目の恋文（1987年、TBS）
- アナウンサーぷっつん物語（1987年、フジテレビ）
- もう一人の乗客（1987年、フジテレビ）
- 熱くなるまで待って!（1987年、フジテレビ）
- 立体ドラマ5時間「蒸発」（1987年、フジテレビ）
- 窓を開けますか?（1988年、フジテレビ）
- ニューヨーク恋物語（1988年、フジテレビ）
- 過ぎし日のセレナーデ（1989年、フジテレビ）
- さよなら李香蘭（1989年、フジテレビ）
- 昭和推理傑作選（1990年、フジテレビ）
- 男と女 ニューヨーク恋物語II（1990年、フジテレビ）
- 世にも奇妙な物語（フジテレビ）
  - 冬の特別編 「昔みたい」（1991年）
  - 秋の特別編 「40年」（1991年）
- LOVE 「愛のぬくもり」「チェーホフ 妻への手紙」「まひる」（1991年、フジテレビ）
- 波の塔（1991年、フジテレビ）
- ヴァンサンカン・結婚（1991年、フジテレビ）
- ハンサムガールズ（1991年、読売テレビ）
- ハンサムガールズII（1991年、読売テレビ）
- 10年目のクリスマス・イブ（1991年、テレビ朝日）
- ジュニア・愛の関係（1992年、フジテレビ）
- 銀座ママ亜弥子の日記（1992年、フジテレビ）
- パイナップルの彼方へ（1992年、フジテレビ）
- 聖夜に逢いたい（1992年、フジテレビ）
- モナリザは二度微笑む（1993年、読売テレビ）
- ラブストーリーは終らない（1993年、読売テレビ）
- 結婚・私が好きですか（1993年、朝日放送）
- 愛されること（1993年、朝日放送）
- 結婚式（1993年、フジテレビ）
- おさななじみ（1993年、朝日放送）
- 課長島耕作（1993年・1994年・1998年、フジテレビ）
- あおげば尊し「放課後に逢いたい」（1994年、フジテレビ）
- 美味しんぼ（1994年・1995年・1996年・1997年・1999年、フジテレビ）
- 刑事の恋（1994年、テレビ朝日）
- ざけんなョ!!（フジテレビ）
  - ざけんなョ!!7 「めざめろマザコン亭主」（1994年）
  - ざけんなョ!!9 「私を旅行に連れてって!?」（1995年）
- ひとりにしないで（1995年、フジテレビ）
- 恋人みたいに泣かないで（1995年、テレビ朝日）
- せつない探偵柚木草平の殺人レポート（1995年・1996年・1997年・2000年、フジテレビ）
- 横溝正史サスペンス（1995年、フジテレビ）
- 結婚式場（1996年、関西テレビ）
- 3番テーブルの客（1996年、フジテレビ）
- 女怪（1996年、TBS）
- 海峡（1997年・1999年、NHK衛星第2テレビジョン）
- シングルス（1997年、関西テレビ）
- チョコレート革命（1998年・1999年、NHK・NHK衛星第2テレビジョン）
- その男の恐怖（1998年、関西テレビ）
- 食卓から愛をこめて（1998年、テレビ東京）
- お水の花道（1999年、フジテレビ）
- めぐりあい（1999年、フジテレビ）
- 砂の上の恋人たち（1999年、関西テレビ）
- モーニング娘。の愛物語（2000年、テレビ東京）
- 愛をください（2000年、フジテレビ）
- 三億円事件（2000年、フジテレビ）
- ミスDJ（2001年、フジテレビ）
- 愛と青春の宝塚〜恋よりも生命よりも〜（2002年、フジテレビ）
- 女マネージャー金子かおる 哀しみの事件簿1（2002年、フジテレビ）
- 結婚の条件（2002年、テレビ朝日）
- 整形美人。（2002年、フジテレビ）
- 闇に沈む殺意（2003年、フジテレビ）
- 買物代行人桃子の事件簿（2003年、フジテレビ）
- 流転の王妃・最後の皇弟（2003年、テレビ朝日）
- 新ニューヨーク恋物語（2004年、フジテレビ）
- 電池が切れるまで（2004年、テレビ朝日）
- 熱き夢の日（2004年、フジテレビ）

### テレビ朝日
- 松本清張 黒革の手帖（2004年）
- 松本清張 けものみち（2006年）
- 氷点（2006年）
- 松本清張・最終章 わるいやつら（2007年）
- 鹿鳴館（2008年）
- 四つの嘘（2008年）
- 男装の麗人〜川島芳子の生涯〜（2008年）
- 疑惑（2009年）
- 夜光の階段（2009年）
- 女刑事・音道貴子〜凍える牙（2010年）
- 同窓会〜ラブ・アゲイン症候群（2010年）
- 告発〜国選弁護人（2011年）
- ジウ 警視庁特殊犯捜査係（2011年）
- 聖なる怪物たち（2012年）
- 松本清張没後20年 ドラマスペシャル 十万分の一の偶然（2012年）
- 上意討ち 拝領妻始末（2013年）
- 松本清張ドラマスペシャル・三億円事件（2014年）
- 復讐法廷（2015年）
- エイジハラスメント（2015年）
- 松本清張ドラマスペシャル・地方紙を買う女〜作家・杉本隆治の推理（2016年）
- やすらぎの郷（2017年4月 - 9月）
- 6秒間の軌跡〜花火師・望月星太郎の憂鬱（2023年1月 - 3月）
- 友情〜平尾誠二と山中伸弥「最後の一年」〜（2023年）

### 映画
- アジアンタムブルー（2006年）
- ラストラブ（2007年）

### オリジナルビデオ
- 内閣特務捜査官 ORDER（1996年）

### 舞台
- ポロロッカ（2000年、恵比寿・エコー劇場） - 演出